# Xã Hoyleton, Quận Washington, Illinois
Xã Hoyleton (tiếng Anh: Hoyleton Township) là một xã thuộc quận Washington, tiểu bang Illinois, Hoa Kỳ. Năm 2010, dân số của xã này là 1.142 người.